# Gonzalo Pizarro Rodríguez de Aguilar
Gonzalo Pizarro Rodríguez de Aguilar o Gonzalo Pizarro el Largo o bien Gonzalo Pizarro el Romano (Trujillo, Corona castellana, ca. 1446-Maya de Navarra, Corona española, 31 de agosto de 1522) era un hidalgo y militar español, que intervino en las guerras de Granada como alférez de un cuerpo del ejército real y en las guerras de Italia, después de las cuales fue nombrado contino de los Reyes Católicos. Pasó los últimos diez años de su vida luchando con título de capitán en la conquista de Navarra.

## Origen familiar y primeros años
Gonzalo Pizarro había nacido hacia 1446 en la ciudad de Trujillo de la Extremadura que conformaba a la Corona de Castilla. Era hijo de Hernando Alonso Pizarro (ib., ca. 1416-ib., 1500), regidor de Trujillo desde 1498 hasta su fallecimiento, y de su esposa Isabel de Vargas Rodríguez de Aguilar, por tanto su ascendencia paterna era de los Añascos y de los Bejarano y la materna de los Altamirano, que eran rivales entre sí.
Gonzalo tenía dos hermanas menores que fallecerían solteras llamadas Gracia Pizarro o bien Graciana Pizarro e Inés Pizarro y Rodríguez de Aguilar, y también dos hermanos que como Gonzalo también fueron soldados:
1. Juan Pizarro y Rodríguez de Aguilar, que pasó a Indias y participó en la conquista de México y de Guatemala, en donde en 1514 era vecino de la villa de la Verapaz, donde residió y probablemente falleció antes de 1522. Al fallecer heredó sus bienes a su hermano Gonzalo, quien a su vez en su testamento de 1522 dejó estipulado que sus hijos cobren y repartan estos bienes heredados de su hermano.[3]
2. Diego Pizarro y Rodríguez de Aguilar, que se casó con Aldonza de Hinojosa[5] de la que tuvo a Diego Pizarro Hinojosa (n. 1519). Probablemente fue también su hijo el cronista Pedro Pizarro (ca. 1515-1602) que acompañó siendo adolescente a sus primos Francisco y Gonzalo Pizarro a la conquista del Perú.

Además era sobrino paterno de Martín Pizarro de Hinojosa que se había enlazado con Isabel Altamirano Rodríguez de Aguilar, la tía segunda materna de Gonzalo, y fueron padres de Leonor Sánchez Pizarro —homónima a su abuela materna— y por ende, abuelos de la hispano-extremeña Catalina Pizarro de Altamirano que se casó con Martín Cortés de Monroy, señor de la Casa de Cortés desde 1449 hasta 1525, y que concebirían a Hernán Cortés, I marqués del Valle de Oaxaca desde 1529 por ser el conquistador del Imperio azteca.
Era nieto paterno de Teresa Martínez Pizarro y de su marido Hernando Alonso de Hinojosa, bisnieto paterno por la vía masculina de Francisca Alonso de Hinojosa Altamirano y de su esposo Gonzalo Díaz, y bisnieto paterno por vía femenina de Diego Hernández Pizarro Añasco y de su esposa Sevilla López de Carbajal Bejarano.
Sus abuelos maternos eran Juan Rodríguez de Aguilar Altamirano y su mujer Leonor Traperos y los bisabuelos maternos por vía masculina eran Benito Hernández Altamirano, regidor de Trujillo, y su cónyuge Isabel Rodríguez de Aguilar.

## Guerras de Italia
En 1497 se le puede encontrar en Roma, donde junto a Diego García de Paredes, sería alabardero en la guardia del pontífice Alejandro VI. Más tarde, fue cabo de escuadra en una compañía capitaneada por el propio Paredes, al servicio del mencionado papa. Se asume que en esta época recibiría el apodo de el Romano.
En 1500 se le puede encontrar en el asedio de Cefalonia a las órdenes del Gran Capitán. En la guerra contra la Corona francesa por el dominio del Reino de Nápoles, participará en las batallas de Ceriñola y Garellano y se distinguirá en la defensa de Roccasecca.

## Guerra de Navarra
En 1507 regresa a España acompañando al Gran Capitán, instalándose en Trujillo, villa en la que reside hasta que se reincorpora al servicio del rey marchando a la conquista de Navarra en 1512. Fallecerá en el verano de 1522 en el asedio de Maya o Amaiur.
Fue enterrado temporalmente en la iglesia de San Francisco de Pamplona, para ser trasladado luego por su hijo Hernando hacia la iglesia de La Zarza. El traslado definitivo de sus restos hacia la iglesia de San Francisco de Trujillo fue ordenada por su hijo Hernando Pizarro en su propio testamento hecho que ocurrió después de 1557. 

## Matrimonio y descendencia
Gonzalo Pizarro y Rodríguez de Aguilar se casó solo una vez con su prima materna y quien le dejó descendencia legítima, y además tuvo varios hijos naturales de cinco mujeres distintas, y de una o dos desconocidas, y solo reconoció en testamento a diez de ellos —entre los que se destacan varios conquistadores: los hermanos Francisco, Hernando, Gonzalo y Juan Pizarro— y siete de los cuales estaban legitimados, otros permanecieron ilegítimos u olvidados:
- 1) - Del único matrimonio en 1503 con su prima materna Isabel de Vargas y Rodríguez de Aguilar (f. 1508) —que por no haber solicitado las dispensas del caso fueron excomulgados y luego de pedido el perdón, fueron absueltos en Trujillo— tuvo al menos tres[12] hijos:

- Hernando Pizarro y de Vargas (1504-1580) que fue un explorador, conquistador, capitán y teniente de gobernador del Cuzco (Perú), y al ser el único hijo varón legítimo, sería el principal heredero de su padre.
- Inés Rodríguez de Aguilar, recibió misiones de albacea de su padre.
- Isabel de Vargas, casada con el capitán Gonzalo Tapia, del ejército de su medio hermano Francisco Pizarro en la conquista del Perú, donde murió en 1536 durante la rebelión de Manco Inca.

- 2) - De la relación prematrimonial con Francisca González Mateos[12] —una dama de cámara noble de Beatriz Pizarro, quien fuera una tía de Gonzalo y era devota del convento de San Francisco el Real junto a la Puerta de la Coria, y que posteriormente con su esposo Francisco Martín de Don Benito tuviera al menos tres hijos legítimos: Francisco Martín de Alcántara (ca. 1499-1541), Pedro y el capitán Alonso Martín de Don Benito (1481-1558), alcalde de Lima en 1541 y en 1551— por lo que Gonzalo Pizarro con Francisca tuvo por lo menos un[12] hijo:

- Francisco Pizarro González (1475 - 1541) fue un explorador, conquistador, marqués y gobernador de Nueva Castilla.

- 3) - Luego de enviudar, fruto de la relación con María Alonso, cuyo padre era uno de los molineros de la zona de Trujillo,[12] tuvo por lo menos tres hijos:

- Gonzalo Pizarro Alonso (ca. 1510 - 1548) fue un explorador, conquistador y gobernador de Quito (actual Ecuador) nombrado por su hermano el marqués Francisco Pizarro.
- Juan Pizarro Alonso (ca. 1511 - 1536) fue un conquistador y capitán en el ejército de su hermano Francisco Pizarro.
- Diego Pizarro (ca. 1512 - después de 1538) fue un conquistador y vecino del Cuzco.

- 4) - De la relación con María de Biedma[12] tuvo tres hijos:

- Catalina Pizarro.
- Graciana Pizarro, casada con Álvaro de Hinojosa, con descendencia.
- Mateo Pizarro, un conquistador de Chile y encomendero de Osorno, que se casó con Juana de Soto y tuvieron a Luisa Pizarro y Soto que a su vez se uniría en matrimonio con Juan Garcés de Bobadilla, el abuelo materno de Isabel de Figueroa Mendoza.

- 5) - De la relación con Elvira de Mendoza:

- 6) - De la relación con una o dos mujeres de nombre desconocido hubo dos[12] hijas:

- Francisca Rodríguez, monja.
- María de Aguilar, falleció joven.